# Meister der Lucialegende

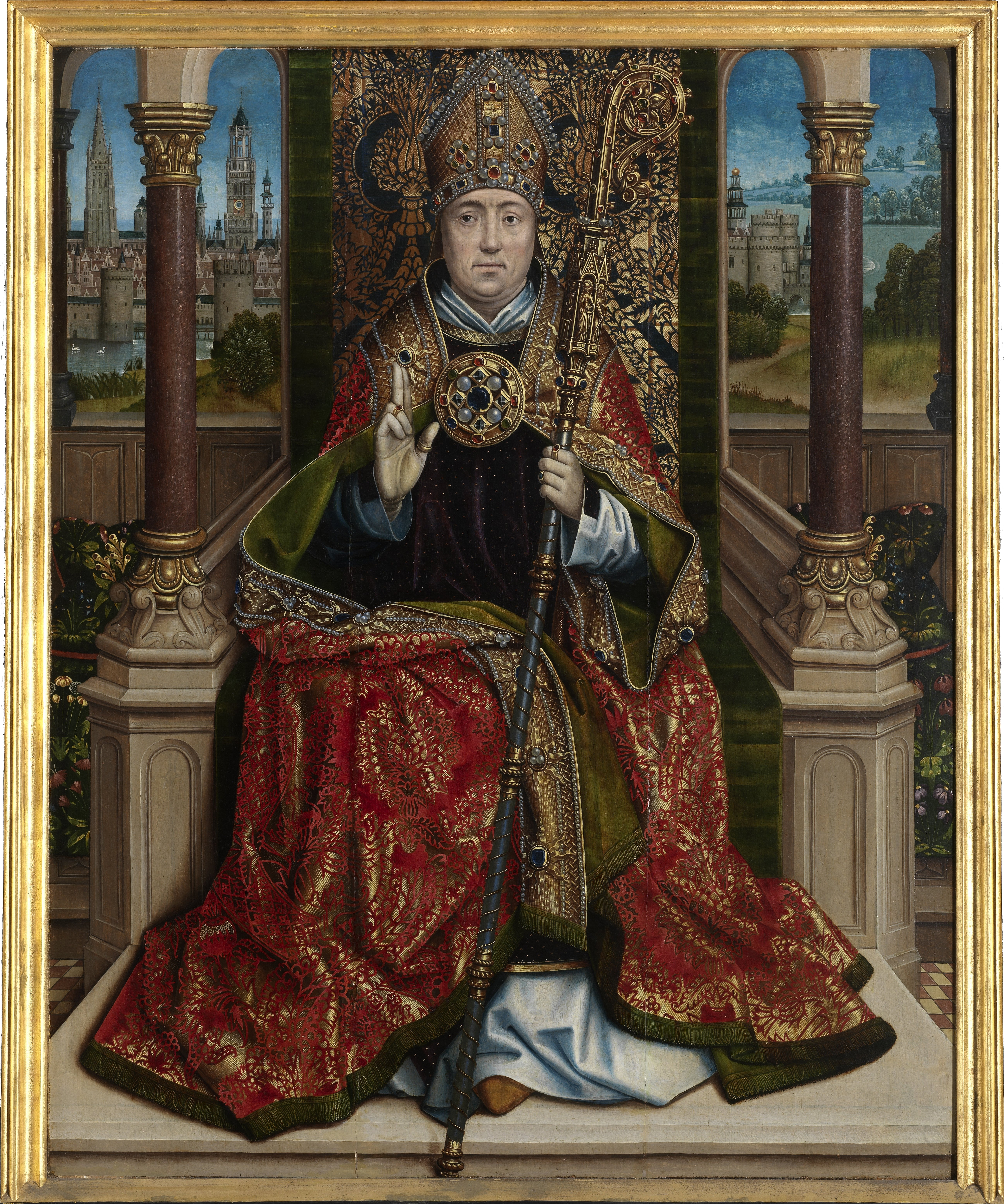
St. Nikolaus-Retabel, um 1479/1505, Brügge, Groeningemuseum

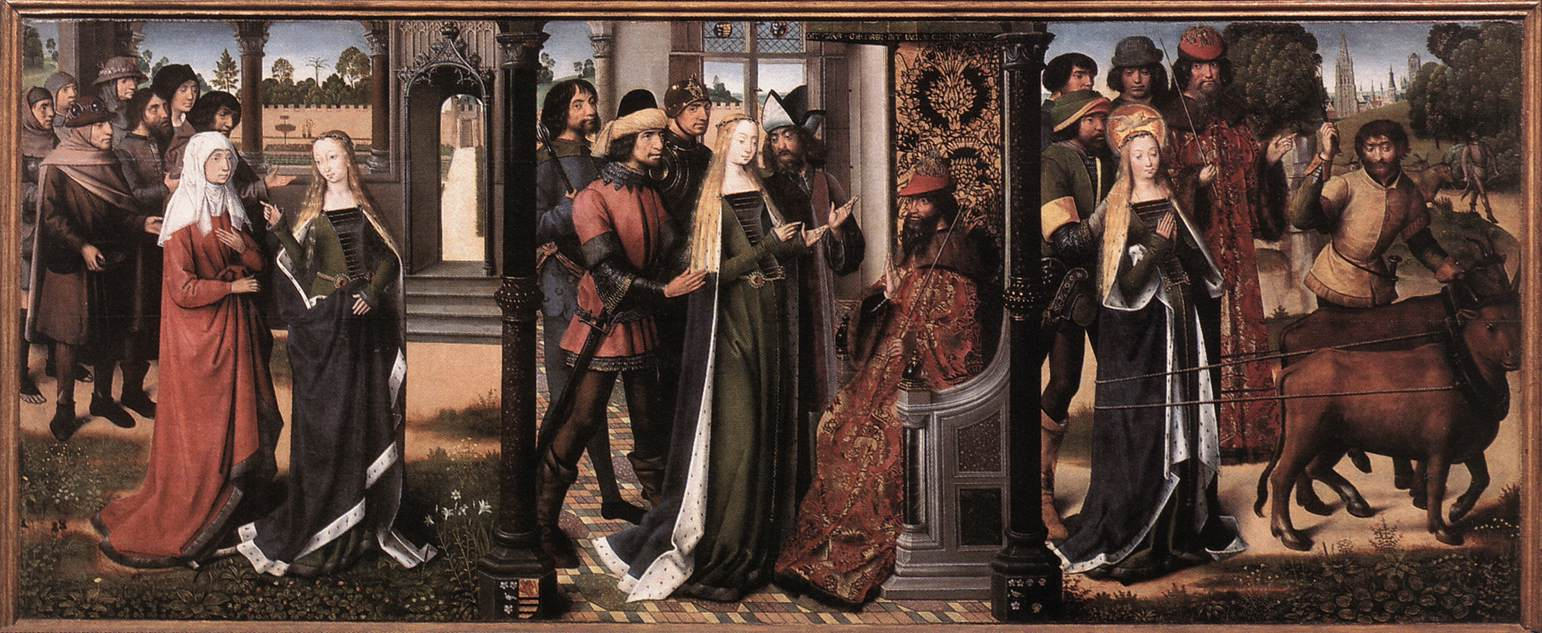
Altartafel mit Szenen aus dem Leben der heiligen Lucia, 1480, Brügge, Sint-Jakobskerk

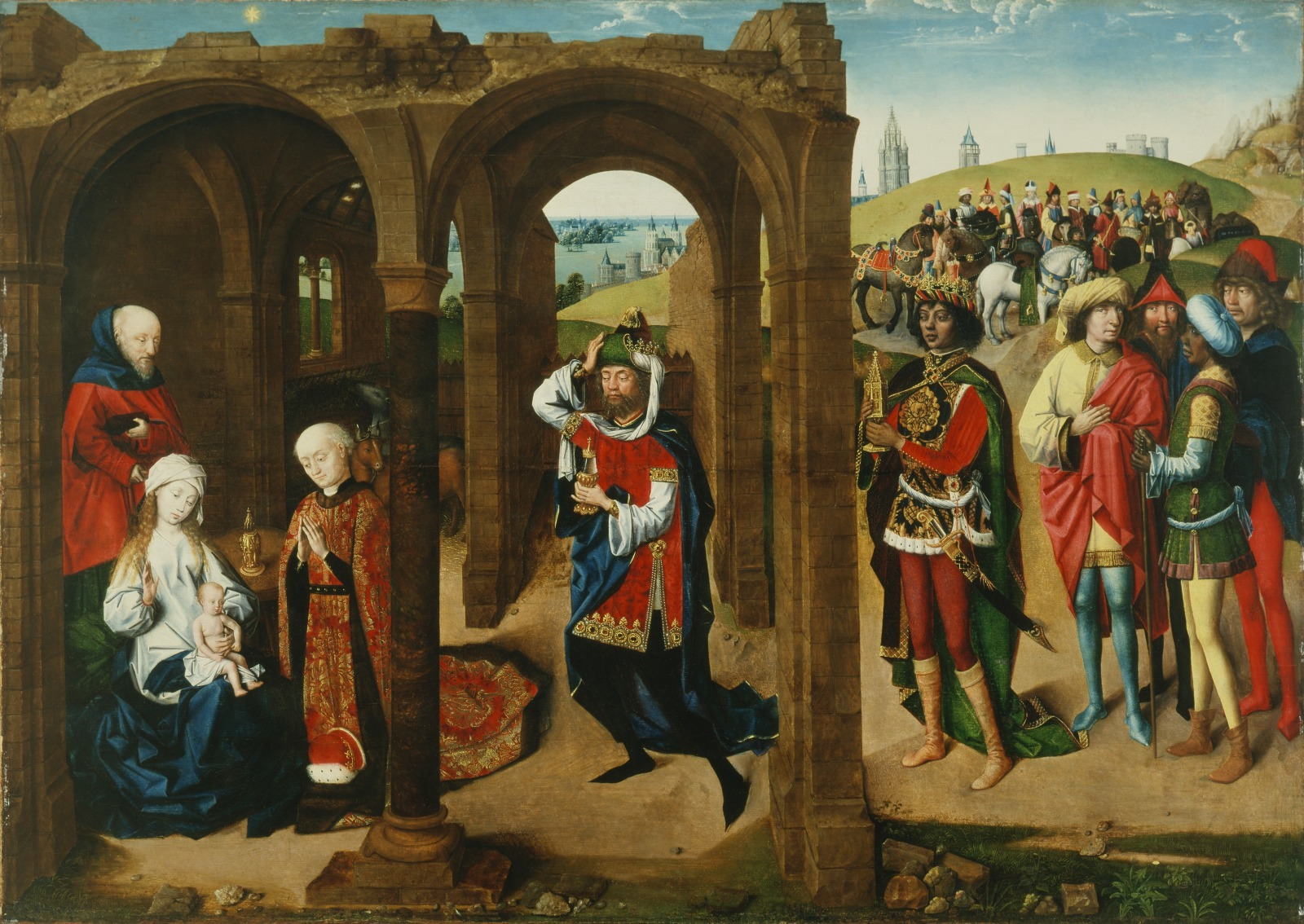
Anbetung der Könige, um 1480/85, Cincinnati Art Museum

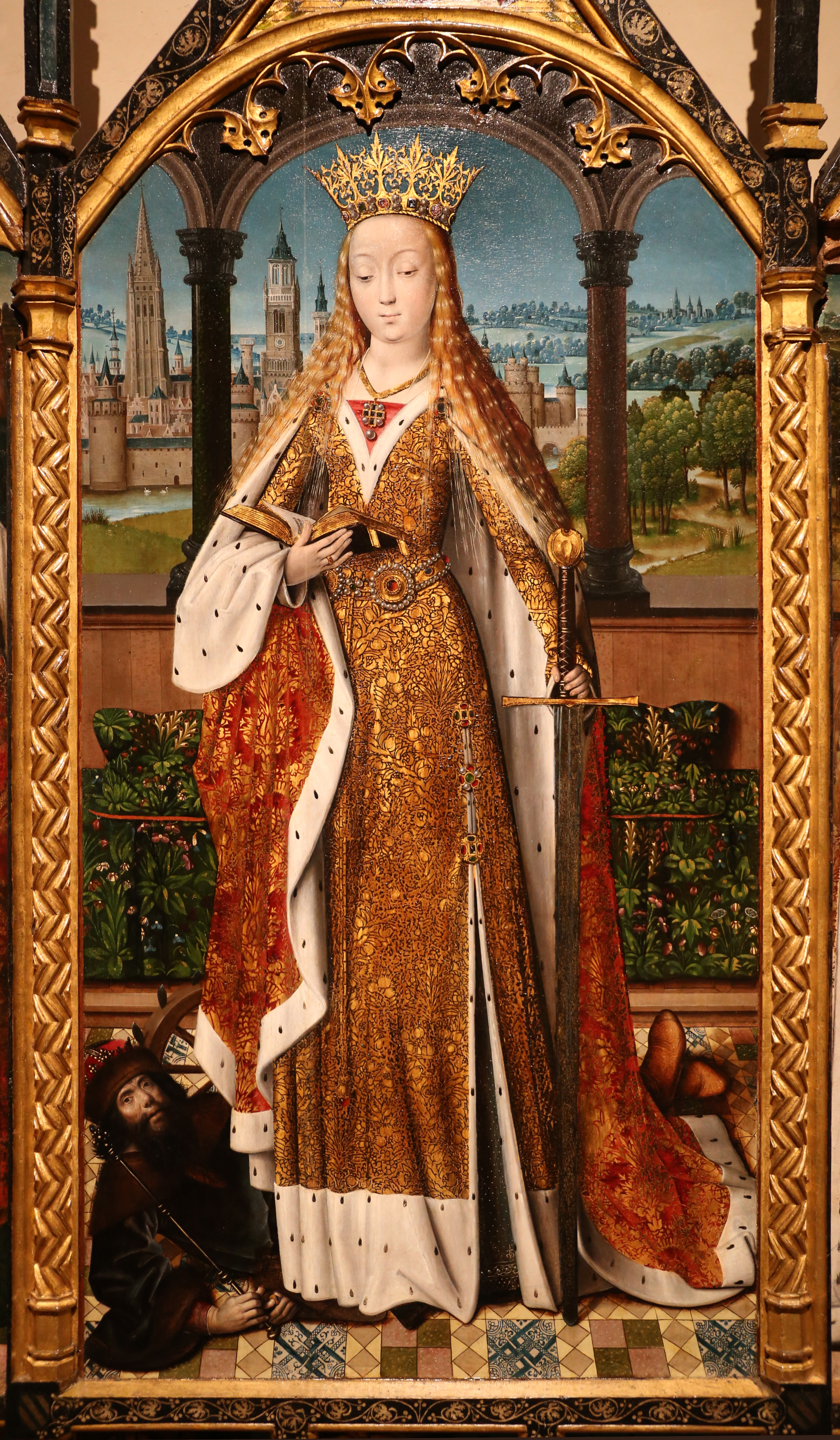
Mitteltafel eines Triptychons mit der heiligen Katharina, um 1485/93, Pisa, Museo nazionale di San Matteo

Aufnahme Mariens in den Himmel, um 1485/1500, Washington, D.C., National Gallery of Art

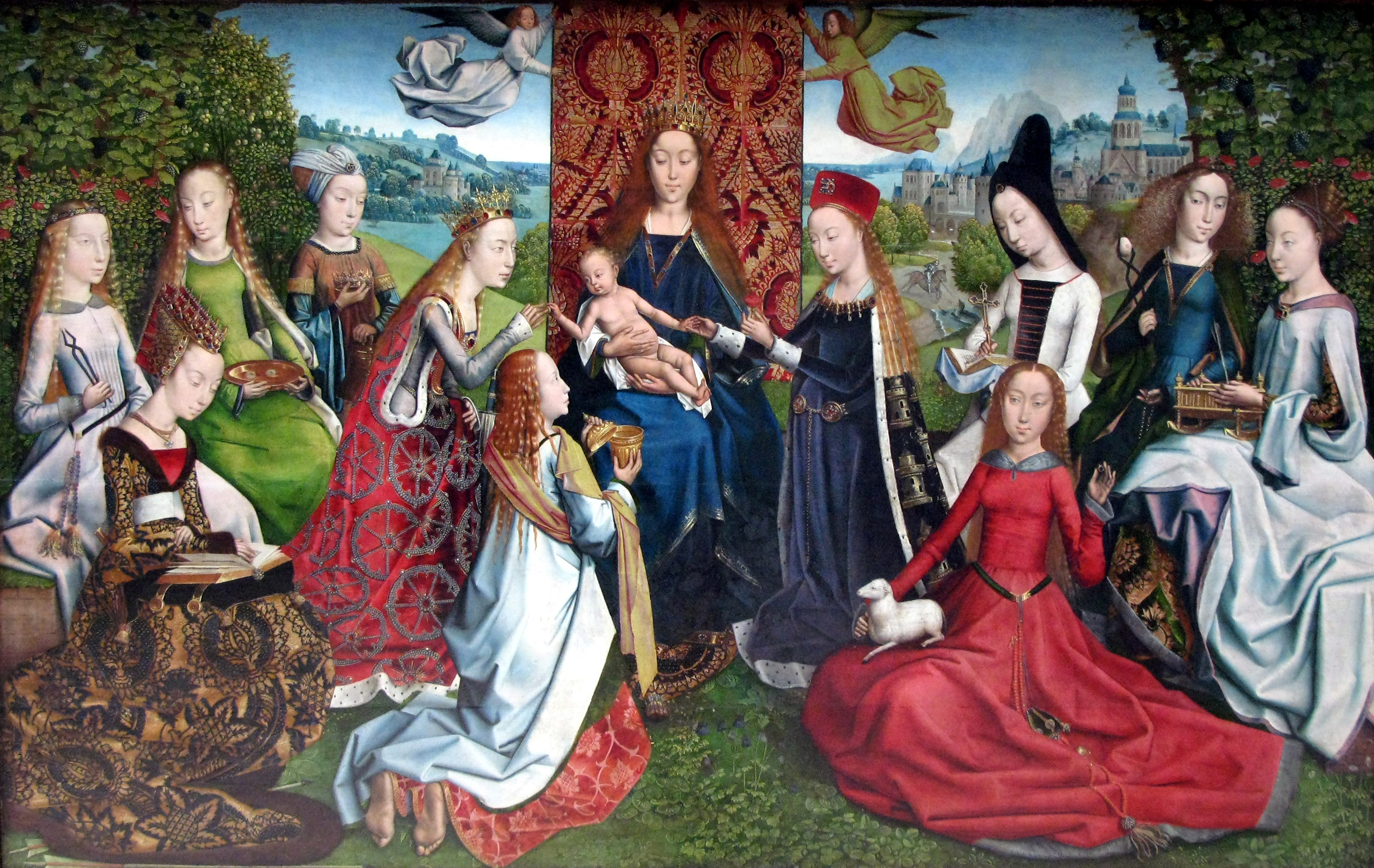
Virgo inter Virgines, vor 1489, Brüssel, Königliche Museen der Schönen Künste

Meister der Lucialegende ist der Notname für einen altniederländischen Maler, der von etwa 1475 bis 1505 in Brügge tätig war. Benannt ist er nach der querrechteckigen Altartafel mit Szenen aus dem Leben der heiligen Lucia aus dem Jahr 1480, die sich bis heute in der Sint-Jakobskerk in Brügge befindet. Der Künstler wird auch unter den Namen Brügge-Meister von 1480 und Meister der Vermählung der heiligen Katharina geführt.
In der Malermetropole Brügge arbeiteten zeitgleich mit dem Meister der Lucialegende auch der Meister der (Brügger) Ursula-Legende und in der Nachfolge Hans Memlings Gerard David. 

## Stil
In seinen Werken tauchen oft Stadtansichten Brügges auf, so in der Darstellung des heiligen Nikolaus im Brügger Groeningemuseum oder auf dem Bildnis Virgo inter virgines im Königlichen Kunstmuseum in Brüssel. 

## Zugeschriebene Werke (Auswahl)
- Beweinungstriptychon, um 1475 (Öl auf Holz, 75 × 62 [Mitteltafel]; Madrid, Museo Thyssen-Bornemisza, Inv. Nr. 252.a–c)[1]
- Virgo inter Virgines, um 1475/80 (Öl auf Eiche, 79,1 × 60 cm; Detroit, Detroit Institute of Arts, Inv. Nr. 26.387)[2]
- Retabel des heiligen Nikolaus, um 1479/1505 (Öl auf Holz, 116 × 219,5 cm; Brügge, Groeningemuseum, Inv. Nr. 0000.GRO0676.I–2008.GRO0002a-2c.I)[3]
- Altartafel mit drei Szenen aus dem Leben der heiligen Lucia, 1480 (Öl auf Holz; Brügge, Sint-Jakobskerk)
- Anbetung der Könige, um 1480/85 (Öl und Tempera auf Holz, 93,3 × 133,4 cm; Cincinnati, Cincinnati Art Museum, Inv. Nr. 1927.380)[4]
- Maria lactans, um 1480/90 (Tempera und Öl auf Holz, 40,4 × 32 cm; Williamstown, Clark Art Institute, Inv. Nr. 1955.942)[5]
- Beweinung Christi, um 1481/1500 (Öl auf Eiche, 81,4 × 123,5 cm; Brügge, Groeningemuseum, Inv. Nr. 1992.GRO0031.I)[6]
- Die heilige Katharina und der besiegte Kaiser, um 1482 (Öl auf Holz, 66,7 × 27 cm; Philadelphia, Philadelphia Museum of Art, Inv. Nr. Cat.326)[7]
- Triptychon mit Maria und Kind, Engeln, dem heiligen Hieronymus, Stifter und seinem Patron Petrus von Verona, vor 1483 (Öl auf Eiche, 84,5 × 69,2 cm; Los Angeles, Los Angeles County Museum of Art, Inv. Nr. M.69.54a–c)[8]
- Maria mit Kind und musizierenden Engeln, um 1485 (Öl auf Holz, 60 × 45 cm; Modena, Galleria Estense, Inv. Nr. RCGE 162)[9]
- Verkündigung und Heimsuchung, um 1485/90 (Tempera auf körpergebundener Leinwand, 205 × 167 cm; Madrid, Museo del Prado, Inv. Nr. P007023)
- Mitteltafel eines Triptychons mit der heiligen Katharina von Alexandrien, um 1485/93 (Pisa, Museo nazionale di San Matteo)
- Aufnahme Mariens in den Himmel, um 1485/1500 (Öl auf Holz, 201,5 × 163,8 cm; Washington, D.C., National Gallery of Art, Inv. Nr. 1952.2.13)[10]
- Virgo inter Virgines, vor 1489 (Öl auf Eiche, 108 ×171; Brüssel, Königliche Museen der Schönen Künste, Inv. Nr. 2576)[11]
- Schwarzhäupter-Retabel mit Maria und Heiligen, vor 1493 (Tallinn, Eesti Kunstimuuseum)
- Beweinungstriptychon mit den Heiligen Johannes der Täufer und Katharina von Alexandrien, um 1495/1501 (Öl auf Holz, 99, 7 × 79,38 cm [Mitteltafel]; Minneapolis, Minneapolis Institute of Art, Inv. Nr. 35.7.87)[12]
- Kreuzigung, letztes Viertel des 15. Jahrhunderts (Öl auf Holz, 60 × 32,5 cm; Privatbesitz)[13]
- Der heilige Antonius von Padua und das Christuskind, letztes Viertel des 15. Jahrhunderts (Öl auf Holz, 72,1 × 54,5 cm; Privatbesitz)[14]
- Johannes schreibt das Evangelium und Heilige Agnes, letztes Viertel des 15. Jahrhunderts (Öl auf Holz, 65 × 69,8 cm; Rotterdam, Museum Boijmans Van Beuningen, Inv. Nr. 1083 recto + verso)[15][16]
- Anbetung der heiligen Drei Könige, spätes 15. Jahrhundert (Öl auf Eiche, 58,1 × 43,2 cm; San Diego, Timken Museum of Art, Inv. Nr. 1955:006)[17]
- Heiliger Hieronymus, Ende des 15. Jahrhunderts (Tempera auf Holz, 46 × 32,5 cm; Tokio, The National Museum of Western Art, Inv. Nr. P.1971-0001)[18]
- Maria mit Kind und musizierenden Engeln, um 1500 (Öl und Tempera auf Eiche, 59,69 × 53,34 cm; Pittsburgh, Carnegie Museum of Art, Inv. Nr. 69.53)[19]
- Maria mit Kind und Engeln, um 1500 (Öl auf Holz, 79,4 × 52,1 cm; San Francisco, Fine Arts Museums of San Francisco, Inv. Nr. 1953.38)[20]